# Aristobyrsa
Aristobyrsa is een geslacht van wantsen uit de familie van de Tingidae (Netwantsen). Het geslacht werd voor het eerst wetenschappelijk beschreven door Drake & Poor in 1937.

## Soorten
Het genus bevat de volgende soorten:

- Aristobyrsa latipennis (Champion, 1897)
- Aristobyrsa uaupesenis Carvalho & Costa, 1990
- Aristobyrsa uaupesensis Carvalho & Costa, 1991